# Poriya
Poriya (פוריה עילית) est un village de Galilée créé en 1912. Les terres sur lesquelles il est fondé sont acquises par des Juifs voulant faire du lieu une ferme agricole. Avec le début de la Première Guerre mondiale, le village est abandonné, puis réinvesti en 1955. C'est en 1991 que Poriya reçoit le statut de municipalité indépendante.
Poriya est un village laïc.
Il compte aujourd'hui plus de 250 habitants, dont la moyenne d'âge est de 30 ans.